# Playa de El Berrón
La playa de El Berrón, también conocida como rada de Berrón, está situada en la localidad de Ontón, del municipio de Castro-Urdiales, en la comunidad autónoma de Cantabria, España.